# ألكسيس ترويليت
ألكسيس ترويليت (من مواليد 23 ديسمبر 2000) هو لاعب كرة قدم فرنسي محترف يلعب كلاعب خط وسط لنادي نيس الفرنسي.

## مسيرته
نشأ في نادي ستاد رين، ثم انضم إلى نادي نيس في 31 يناير 2020. لعب ترويليت أول مباراة احترافية له مع نيس في مباراة في الدوري الفرنسي ضد ستراسبورغ في 29 أغسطس 2020.